# Hold It Against Me
"Hold It Against Me" là một bài hát của nữ ca sĩ người Mỹ Britney Spears nằm trong album phòng thu thứ bảy Femme Fatale (2011) của cô. Bài hát này được sáng tác và sản xuất bởi Max Martin, Dr. Luke và Billboard, riêng Bonnie McKee thì phụ trách bổ sung thêm ở phần sáng tác. "Hold It Against Me" được phát hành trên các nền tảng truyền phát trực tuyến vào ngày 10 tháng 1 năm 2011 và dưới định dạng mua kỹ thuật số sau đó một ngày, trở thành đĩa đơn chủ đạo cho album Femme Fatale. McKee từng tiết lộ trong một cuộc phỏng vấn rằng tiêu đề của bài hát bắt nguồn từ cuộc trò chuyện của cô với Katy Perry; và Luke giải thích rằng ông muốn phần nhạc của "Hold It Against Me" sẽ khác với các tác phẩm mà ông từng thực hiện trước đó. Ban đầu, "Hold It Against Me" được gửi tới Katy Perry thu âm nhưng cả Luke lẫn Martin đều cảm thấy bài hát không phù hợp với nữ ca sĩ.
Về mặt sáng tác, "Hold It Against Me" là một sự kết hợp hài hoà giữa thể loại nhạc industrial sôi động và nhịp beat dance trộn lẫn với các yếu tố của electropop và trance. Đoạn điệp khúc là phần giai điệu synth nhẹ nhàng giúp tôn lên chất giọng của Spears, đối nghịch với nhịp nhạc sàn đập mạnh. Bên cạnh đó, "Hold It Against Me" còn sử dụng phần chuyển đoạn nhạc mang âm hưởng dubstep có chứa tiếng thở rên và hôn gió của Spears, và kết lại bằng đoạn điệp khúc cuối sử dụng yếu tố nhạc rave nhằm đẩy cao trào bài hát. Phần lời của bài hát nói về một cô gái đang tìm cách quyến rũ một người trên sàn nhảy và phần điệp khúc là những lời thổ lộ tình cảm đầy mê hoặc của chính cô. Sau khi đĩa đơn ra mắt, bộ đôi The Bellamy Brothers chỉ trích bài hát vì sự tương đồng với bản hit "If I Said You Had a Beautiful Body Would You Hold It Against Me" năm 1979 của họ; điều này khiến cho cả Martin, Luke, McKee lẫn Billboard phải đâm đơn kiện cả hai anh em vì tội phỉ báng. Vụ kiện được bác bỏ sau khi The Bellamy Brother ngỏ lời xin lỗi.
"Hold It Against Me" nhận được nhiều lời tán tương từ các nhà phê bình, dù vậy một số cây bút lại chỉ trích ca khúc này ở phần ca từ. Về mặt thương mại, đĩa đơn ra mắt ở vị trí dẫn đầu bảng xếp hạng Billboard Hot 100 của Hoa Kỳ ngay trong tuần lễ ra mắt, giúp Spears gặt hái được bài hát quán quân thứ tư trong sự nghiệp âm nhạc và trở thành nghệ sĩ thứ hai trong lịch sử Billboard có số lần ra mắt đĩa đơn ở vị trí quán quân nhiều hơn một. Cô còn là người cho ra mắt hai đĩa đơn liên tiếp ở vị trí dẫn đầu, cũng như nghệ sĩ thứ bảy có các đĩa đơn quán quân nằm ở ba thập kỷ liên tiếp. "Hold It Against Me" đạt được vị trí số một ở Bỉ (Wallonia), Canada, Đan Mạch, Phần Lan và New Zealand; cũng như lọt vào trong top 5 tại bảng xếp hạng ở Úc, Ireland, Ý, Scotland và Na Uy.
Video âm nhạc của bài hát do Jonas Åkerlund đạo diễn và được phát hành vào ngày 17 tháng 2 năm 2011 sau hai tuần thực hiện chiến dịch tung teaser mỗi ngày. Trong video, Spears vào vai một ngôi sao nhạc pop từ vũ trụ đáp xuống Trái Đất để tìm kiếm danh tiếng. Tại đó, cô bị choáng ngợp trước áp lực làm người của công chúng và trở nên suy sụp. Video ca nhạc nhận được những ý kiến trái chiều cho đến tích cực từ giới chuyên môn: các nhà phê bình khen ngợi về mặt ý tưởng nghệ thuật và cùng phần nhìn đẹp mắt nhưng cũng chỉ trích về việc đặt quảng cáo nhãn hàng vào trong video. Spears biểu diễn trực tiếp "Hold It Against Me" tại hộp đêm Rain Nightclub, chương trình buổi sáng Good Morning America, chương trình trò chuyện ban đêm Jimmy Kimmel Live! cũng như ở tiết mục mở đầu trong chuyến lưu diễn Femme Fatale Tour (2011).

## Bối cảnh

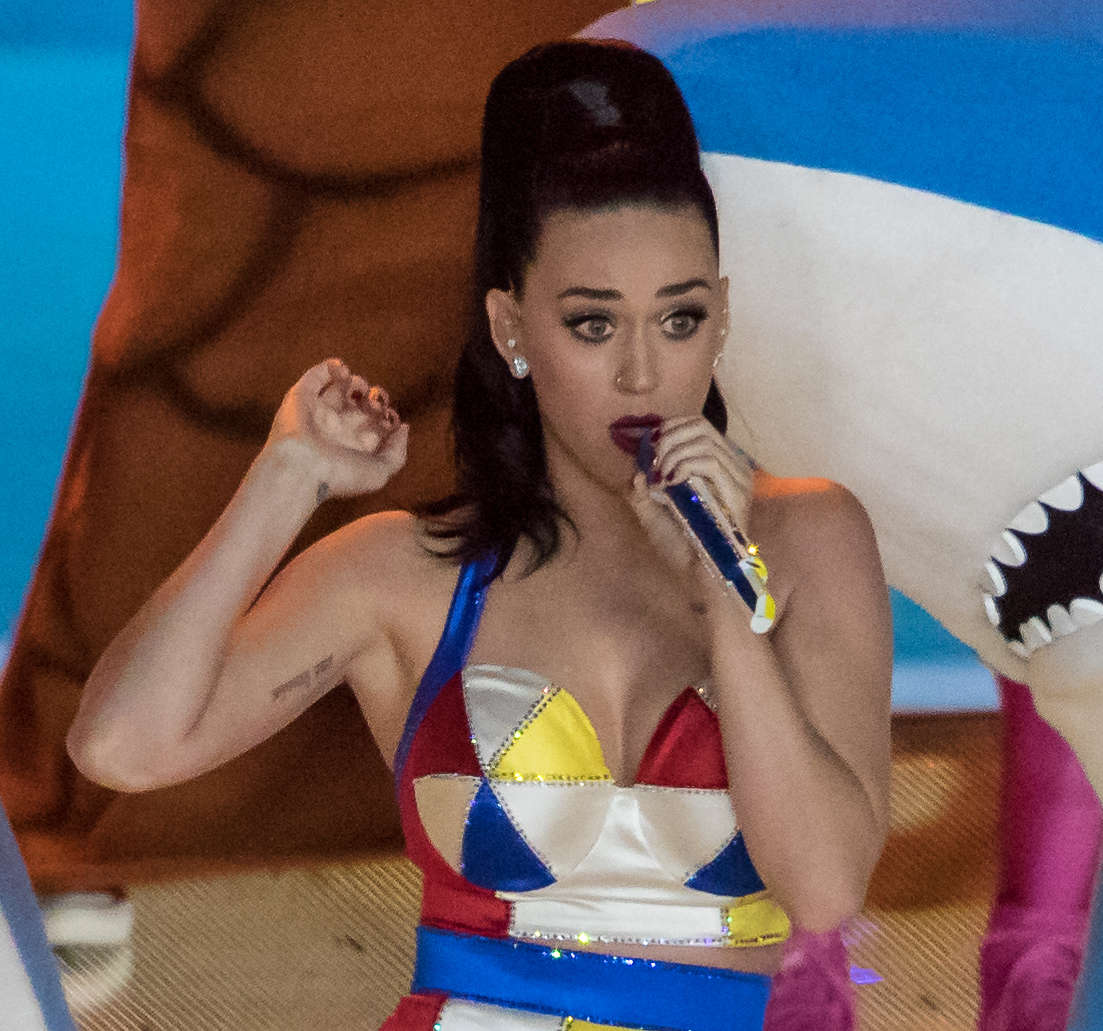
Katy Perry (trong hình) là người tạo ngẫu hứng cho "Hold It Against Me" ra đời và những người sáng tác nên bài hát ấy lúc đầu dự định sẽ giao nó cho cô thu âm.

Vào tháng 7 năm 2009, trong lúc còn đang thực hiện chuyến lưu diễn The Circus Starring Britney Spears, Britney Spears thông báo lên trang cá nhân Twitter rằng cô đã bắt đầu thực hiện sản phẩm âm nhạc mới cùng với người hợp tác Max Martin từ thuở ra mắt "...Baby One More Time" của cô cho đến nay, đồng thời rục rịch phát hành album tuyển tập The Singles Collection. Họ phát hành bài hát "3" và đạt được thành công thương mại, trở thành bài hát có tiêu đề ngắn nhất ra mắt ở vị trí quán quân trên bảng xếp hạng Billboard Hot 100. Sau đó, Spears tiết lộ rằng cô muốn thực hiện một album "nghe êm tai [...] tại các câu lạc bộ hoặc một nhạc phẩm nào đó mà bạn sẽ phát nhạc trên xe khi bạn đi chơi ban đêm vào một dịp mà bạn có hứng thú, nhưng tôi muốn [album ấy] nghe khác biệt so với bất cứ tác phẩm nào khác hiện tại." Spears cũng đảm bảo album phòng thu Femme Fatale sắp tới sẽ hoàn toàn khác biệt so với Circus (2008) liền trước của cô, và đó cũng là lý do nữ ca sĩ chọn "Hold It Against Me" và "Till the World Ends".
"Hold It Against Me" được sáng tác và sản xuất bởi Max Martin, Dr. Luke và Billboard, riêng Bonnie McKee thì phụ trách bổ sung thêm ở phần sáng tác. Ý tưởng cho tựa đề bài hát này bắt nguồn từ lúc McKee gặp gỡ nghệ sĩ thu âm người Mỹ Katy Perry đang mặc bộ đầm bó sát người và nói đùa "Trời ơi Katy, nếu như tôi nói với cô là cô có thân hình đẹp như vậy thì liệu cô có vì điều đó mà trở nên ác cảm với tôi hay không (would you hold it against me)?" Sau khi bài hát được hoàn thiện phần sáng tác, Luke và Martin muốn được gửi tác phẩm tới Perry nhưng họ quyết định lại rằng "đây chắc chắn không thể là bài hát của Katy Perry được." Họ tiếp tục phát triển ca khúc với Billboard và Luke nhận định, "Tôi muốn đảm bảo bài hát này nghe không giống như bất cứ thứ gì mà tôi từng làm. [...] Phần verse có thể mạnh bạo và phần bridge thì cũng vô cùng, vô cùng mạnh bạo, nhưng mà đoạn điệp khúc thì sẽ phải vô cùng pop." Sau khi những ca từ được cho là phần lời của bài hát bị tuồn lên không gian mạng, Luke bình luận trên tài khoản Twitter của ông vào ngày 9 tháng 12 năm 2010 rằng, "Tôi / tụi tôi sẽ không bao giờ viết một bài hát nào có tựa là 'don't hold it against me' cả.... nên cẨn ThẬn với những thông tin kHônG cHínH xÁc đi mấy đứa nhóc ạ ;-) Bọn tôi có viết 'hold it against me' thật nhưng mấy cái ca từ kia ĐÂU PHẢI là lời bài hát của chính bài hát đó ...." Cuối tháng 12 năm 2010, một số hãng tin đã lan truyền rằng "Hold It Against Me" sẽ ra mắt vào ngày 7 tháng 1 năm 2011. Tuy nhiên, quản lý Adam Leber của Spears phủ nhận thông tin này.

## Phát hành và lan truyền
Ngày 6 tháng 1 năm 2011, một đoạn nhạc demo do McKee thu lời bị rò rỉ, dẫn đến hiệu ứng lan truyền trên 2.000 video được đăng tải lại có số lượt xem dao động từ 1.000 cho đến nhiều nhất là 700.000. Những người hâm mộ Spears sử dụng âm thanh và giọng hát trong bản thu nháp "Hold It Against Me" nhằm remix lại để biết phiên bản cuối cùng của nữ ca sĩ nghe như thế nào. Spears tung ra ảnh bìa của bài hát cùng ngày hôm đó và bình luận trên Twitter rằng, "Chị đã nghe vụ bản demo ban đầu của đĩa đơn mới của chị bị tuồn ra rồi. Nếu các em thấy hay thì đợi nghe bản thật vào thứ Ba đi." Cô khẳng định phiên bản chính thức của "Hold It Against Me" sẽ được đầu tư kỹ lưỡng và chỉn chu hơn bản thu nháp nhiều. Ngày 10 tháng 1 năm 2011, đĩa đơn "Hold It Against Me" được ra mắt trên trang nền tảng phát trực tuyến của Ryan Seacrest, và ít lâu sau anh đem phát bài hát này trên sóng chương trình radio của anh. Spears tweet, "Đừng có #HOLDITAGAINSTME vì chuyện ra mắt sớm. Chị chẳng thể nào chờ đợi lâu hơn được nữa. Mong các em đừng cảm thấy bị phiền....." Buổi ra mắt trên đài khiến một số trang web gặp sự cố sau khi nhận được quá nhiều lượng truy cập tìm kiếm về bài hát. "Hold It Against Me" chính thức được ra mắt dưới dạng mua kỹ thuật số tại Hoa Kỳ và Canada ở iTunes Store vào lúc 00:00 EST (05:00 UTC), độc quyền tại một nền tảng cho đến ngày 18 tháng 1. Đĩa đơn lúc đầu dự định sẽ được phát hành vào ngày 20 tháng 2 năm 2011 tại Anh Quốc, nhưng đành phải lùi lại sớm hơn vào ngày 17 tháng 1 do "nhu cầu quá lớn."
Trước khi ra mắt video âm nhạc cho "Hold It Against Me", hơn 400 video khiêu vũ bài hát của người hâm mộ trên YouTube đã nhận được trên 100.000 lượt xem. Spears và đội ngũ của cô khuyến khích những người hâm mộ sáng tạo nội dung bằng cách giới thiệu sản phẩm của họ trên BritneySpears.com. Điển hình, một đoạn video vũ đạo do một người hâm mộ đăng tải vào ngày 9 tháng 2 được giới thiệu trên BritneySpears.com vào một ngày trước khi phát hành video chính thức nhận về hơn 180.000 lượt xem trên YouTube. Về mặt hiệu quả, đây có thể xem là một đặc quyền to lớn mà Spears dành cho người hâm mộ, dẫn đến số lượng nội dung "Hold It Against Me" do người dùng tạo ra tăng cao đột biến cũng như thúc đẩy thương mại mạnh mẽ cho ca khúc. Andreas M. Kaplan và Michael Haenlein đến từ Đại học Indiana tại Bloomington phân tích phong cách quảng bá "Hold It Against Me" của Spears thông qua nhiều nền tảng như YouTube, Facebook, Twitter và trang chính thức BritneySpears.com là một ví dụ điển hình về cách các công ty có thể sử dụng mạng xã hội nhằm quảng bá sản phẩm mới thông qua hình thức tiếp thị lan truyền.

## Nhạc và lời
"Hold It Against Me" là một bài hát có thời lượng dài 3 phút 49 giây. Đây là bài nhạc dance pop kết hợp hài hoà giữa thể loại nhạc industrial sôi động và phần beat nhạc trance với các yếu tố của nhạc grime, trong đó phần giọng hát của Spears được "điều chỉnh một chút" nhưng không đến mức quá nặng về Auto-Tune. Đoạn điệp khúc chính là phần gợi nhớ cho người nghe đến các sản phẩm nhạc pop trước kia của Max Martin, với giai điệu synth nhẹ nhàng giúp tôn lên chất giọng của Spears, tương phản với lại những nhịp nhạc sàn đập mạnh. Sau đoạn điệp khúc thứ hai là phần drop của nhạc nền và Spears chuyển độc thoại trong phần hook rồi tới phần chuyển đoạn nhạc mang âm hưởng dubstep kéo dài khoảng ba mươi giây, có chứa tiếng thở rên và hôn gió của Spears cùng câu hát "Gimme something good, don't wanna wait I want it now / Pop it like a hood and show me how you work it out." Cuối cùng, "Hold It Against Me" tiếp tục đoạn chuyển lần thứ hai tương tự như vậy và bài hát được kết lại bằng điệp khúc cuối sử dụng yếu tố nhạc rave đẩy cao trào bài hát rồi đột ngột kết thúc.
Nhà báo Akshay Bhansali đến từ MTV News nhận định một số người đang thắc mắc liệu Spears "có đóng đinh vào quan tài của dubstep hay không", còn nhà sản xuất DJ Skrillex thì nói rằng sức ảnh hưởng của "Hold It Against Me" chắc chắn sẽ truyền cảm hứng cho nhiều nghệ sĩ khác đi theo yếu tố thể loại đó. Tom Breihan viết cho Stereogum đánh giá cao quá trình sản xuất "Hold It Against Me" sử dụng âm thanh trầm dubstep wub-wub-wub vừa mới trở thành xu hướng phổ biến đương thời, trong một bài đánh giá lại ca khúc quán quân cũ vào năm 2023 của anh. Cây bút Rob Sheffield của Rolling Stone nhận xét về "Hold It Against Me" rằng bài hát "đã khơi gợi lại bầu không khí u ám nằm trong viên ngọc quý năm 2007 của Britney là album Blackout." Anh còn so sánh đoạn riff với bài "Dirty Deeds Done Dirt Cheap" (1976) của AC/DC. Ann Powers của tờ Los Angeles Times cũng nhận định phần hook của bài hát làm gợi nhớ đến bản ca "(I Just) Died in Your Arms" (1986) của Cutting Crew. Nick Levine của Digital Spy cảm thấy bài hát này mang "hơi hướng vũ trường và hợp thời" giống như bài "Only Girl (In the World)" (2010) của nữ ca sĩ người Barbados Rihanna.. Căn cứ vào bản phổ nhạc được Kobalt Music Publishing Inc. công khai trên trang Musicnotes.com, "Hold It Against Me" được gán số chỉ nhịp là nhịp nhạc dance mức vừa phải có tổng cộng 132 nhịp mỗi phút. Phổ nhạc gốc được biên soạn ở cung Đô thứ, nhịp 4
4, khoảng âm vực trải dài từ G3 đến C5 và sử dụng tiến trình hợp âm Fm-Cm-Fm-Cm. Về phần lời, "Hold It Against Me" chủ yếu nói về việc quyến rũ một người trên sàn nhảy và phần điệp khúc là một chuỗi những câu bày tỏ tình cảm, với "If I said I want your body now, would you hold it against me?" và "'Cause you feel like paradise, and I need a vacation tonight." James Montgomery của MTV chia sẻ sự tương đồng giữa những cảm xúc mà lời bài hát này đem lại với phần ca từ của "If U Seek Amy" (2009).

### Tranh cãi
Sau khi "Hold It Against Me" được phát hành, The Bellamy Brothers đưa ra chỉ trích vì bài hát này có phần giống với bản hit năm 1979 "If I Said You Had a Beautiful Body Would You Hold It Against Me" của họ. David Bellamy tuyên bố rằng, "Về mặt chuyên môn thành thật mà nói, chúng tôi cảm thấy hoàn toàn bị ăn cắp. Biết nguồn gốc nằm ở đâu không?" Luật sư Christopher E. Schmidt của hai anh em cho rằng "[điều đó] sẽ trở nên hơi kỳ lạ nếu bạn chỉ cần đẩy nhanh gấp đôi nhịp bài hát của Bellamy Brothers và kết hợp nó với phiên bản của Britney" và cũng chỉ ra đây không phải là lần đầu tiên Martin và Luke bị buộc tội vi phạm bản quyền. Ngày 2 tháng 3 năm 2011, Martin, Luke, McKee và Billboard đệ đơn kiện cáo buộc hai anh em đưa ra những tuyên bố xuyên tạc, phỉ báng và bôi nhọ về họ. Vụ kiện được bác bỏ vào ngày 11 tháng 8 năm 2011, sau khi The Bellamy Brothers gửi lời xin lỗi đến Dr. Luke và Max Martin về việc các anh em nhà Bellamy có những phát ngôn gây tranh cãi cũng như đưa tin không đúng sự thật về chuyện Dr. Luke và Max Martin sao chép tác phẩm của người khác lên trang web của họ.

## Đánh giá chuyên môn và xếp hạng
"Hold It Against Me" nhận được nhiều đánh giá phần lớn là tích cực từ các nhà phê bình. Cây viết Rick Florino của trang Artistdirect chấm bài hát này bốn sao rưỡi và gọi tác phẩm là "một trong những bản nhạc đập banh nóc vũ trường bắt tai nhất của Britney". Đồng thời, anh còn cho rằng "['Hold It Against Me'] không những có thể tự hào sánh ngang các bài ca bất hủ khác của Britney như 'Womanizer', 'Gimme More' và 'Toxic', mà trong nó còn toát lên một vẻ sang trọng thanh tao tinh tế cho thấy Britney đã bước vào lãnh địa mới và đẩy ranh giới của dòng nhạc dance pop rộng ra thêm một lần nữa." Nick Levine trên trang Digital Spy nhận định rằng dù "Hold It Against Me" do chính tay của Luke và Martin sản xuất nhưng sản phẩm lúc hoàn thiện thì nghe chẳng giống như những ca khúc mà họ vẫn thường hợp tác với Kesha và Katy Perry, mà thực sự "giống như một giai điệu Britney bùng nổ và hợp thời vào năm 2011." Nhà phê bình Brad Wetekhi khi viết bình luận trên Entertainment Weekly thì cho rằng "'Against Me' vẫn là một Britney của ngày xưa, nghĩa là giọng ca còn lâu mới xuất sắc được, nhưng [bài nhạc này] thì đóng vai trò làm phụ kiện tuyệt vời cho những tác phẩm mang tiết tấu Euro techno sôi động [của Luke và Martin]." Tom Breihan bên Stereogum khen ngợi đoạn hook của "Hold It Against Me" dù không phải hay nhất mọi thời đại nhưng vẫn bắt được tai anh. Greg Kot của Chicago Tribune bình luận, "[Hold It Against Me] là một trong những đĩa đơn nghe cứng cáp hơn của Spears và nên được dùng trong việc lấp đầy danh sách ca khúc sàn nhảy cho những người nghe nhạc đang bắt đầu chán ngấy những đĩa đơn mới nhất của Katy Perry và Black Eyed Peas".
Michael Cragg viết cho The Guardian gọi bài hát là "đủ đàng hoàng" còn Rob Sheffield của Rolling Stone thì gắn bài hát với "Britney thời nguyên thuỷ" và tuyên bố rằng ca khúc sẽ "hứa hẹn những điều tuyệt vời cho album của cô ấy." Jim Cantiello ở MTV khen ngợi nhạc nền và giọng ca, rồi đánh giá khúc chuyển đoạn là "phần tuyệt vời" của bài hát. Jim Farber trên tờ New York Daily News đề cao "Hold It Against Me" là "một bài hát sẵn sàng khiêu vũ ở vũ trường" và bổ sung thêm, "Với tất cả những yếu tố đó đằng sau, cô gái 'Ôi không' ấy có thể làm điều đó lại một lần nữa", nhắc khéo đến bài hát "Oops!... I Did It Again" (2000). Bill Lamb viết cho About.com gọi bài hát đó là "một trong những bài hát dance pop trưởng thành nhất" trong sự nghiệp của Spears, đồng thời khen phần điệp khúc và đoạn bridge mang màu sắc electropop. Lamb khẳng định, "Dòng nhạc pop trong năm 2011 đã có một phát nổ súng sớm vào cánh tay. ['Hold It Against Me'] sẽ mau chóng leo lên vị trí ngang hàng với những đĩa đơn hay nhất của Spears." Trang web âm nhạc Popjustice so sánh bài hát với bản thu thử đã bị tuồn ra trước đó và đưa ra phản hồi tích cực, cho rằng mặc dù lời nhạc và giai điệu không có sự khác biệt nhưng phiên bản hoàn chỉnh của Spears thì "tốt hơn xấp xỉ một ngàn lần so với bản demo. Đó là một ca khúc tuyên ngôn cứng rắn hơn, cấp bách hơn và cực kỳ hoành tráng, nghe giống như tác phẩm của một siêu sao vậy." J.D. Considine trực thuộc báo Canada The Globe and Mail từng cho rằng lời cáo buộc đạo nhái bài hát của Bellamy Brothers là "khập khiễng", và kết luận rằng "Hold It Against Me" là "viên kẹo ngọt hoàn hảo cho đôi tai", đồng thời ví bài hát như "thứ ham muốn có thể nghe thấy được".
Tuy nhiên, một số cây bút vẫn chỉ trích "Hold It Against Me" ở phần ca từ cũng như người thể hiện nên bài hát ấy. Tom Breihan bên Stereogum, cũng như Jim Cantiello ở MTV, cho rằng điểm hấp dẫn lớn của bài hát "chỉ là đoạn điệp khúc ngớ ngẩn đó". Breihan cũng nhận thấy bài hát "chẳng còn gì để mổ xẻ cả. Đây có lẽ là một trong những bản hit của Max Martin ít đọng lại trong đầu nhất trong thời đại của nó – có nghĩa là bài hát chỉ khá hấp dẫn chứ không phải cực kỳ hấp dẫn." Anh phê bình bài hát vẫn "chưa đủ Britney Spears trong đó" và cho rằng cô "nghe có vẻ lạnh lẽo và xa cách". Brad Wetekhi bên Entertainment Weekly bảo rằng Spears dĩ nhiên chưa có cải thiện gì trong phần ca từ mà cô hát, và không có sự tiến bộ nào khi đem so với những đĩa đơn như "...Baby One More Time" (1998) hay "I'm a Slave 4 U" (2001). Greg Kot trực thuộc Chicago Tribune bỏ qua nhận xét phần lời và cho rằng Spears nghe "buồn chán [...] tương tự như các tác phẩm gần đây nhất của cô ấy." Nhà báo Edna Gundersen của USA Today tuy cũng chỉ trích ca từ thổ lộ ở phần điệp khúc giống như hai nhà phê bình kể trên nhưng cô vẫn nói rằng "Hold It Against Me" có thể "truyền tải đủ cảm xúc ngây ngất của bài hát nhạc dance pop đầy chao đảo để đảm bảo sẽ có một đợt leo lên ngôi vương bảng xếp hạng khác."
Biên tập viên Alim Kheraj cho The Guardian đặt "Hold It Against Me" vào danh sách 30 bài hát xuất sắc nhất của Spears và tán tụng ca khúc góp phần đưa nhạc dance trở nên phổ biến và sau một thập niên, "sự kết hợp bùng nổ giữa giai điệu industrial EDM và pop dịu dàng vẫn đem lại cảm giác táo bạo và đổi mới từng chút một." Entertainment Weekly vinh danh bài hát ở vị trí thứ 17 trong sự nghiệp của Spears và bảo rằng ca khúc đã thể hiện phong thái đổi mới của nữ ca sĩ với sự trợ giúp từ những đoạn âm trầm EDM. Các đồng nghiệp tại Billboard xếp "Hold It Against Me" ở hạng 13 trong danh sách bài hát của Spears và ca ngợi bài hát vẫn thể hiện nên "sức mạnh ngôi sao mặc cho chưa bao giờ vượt xa sự kết hợp giữa bộ gõ sôi động và âm thanh synth nặng nề."

## Diễn biến thương mại
Tại Hoa Kỳ, "Hold It Against Me" vừa ra mắt thì phá kỷ lục phát thanh nhiều nhất trong ngày đầu tiên, ghi nhận số liệu 619 lượt phát trên trang Mediabase và 595 lượt đến từ Nielsen Broadcast Data Systems (BDS). Nó thậm chí còn xác lập kỷ lục của Mediabase và trở thành bài hát có số lần phát sóng tăng nhiều nhất trong một tuần, ghi nhận gia tăng đến 3.866 lượt. Billboard cho rằng rất có thể "Hold It Against Me" sẽ ra mắt ngay trên vị trí số một ở bảng xếp hạng Billboard Hot 100, nhờ vào lượng phát thanh và doanh số mua trực tuyến quá lớn, có thể vượt qua con số 400.000 bản. Vào tuần lễ ngày 29 tháng 1 năm 2011, "Hold It Against Me" ra mắt ở vị trí quán quân trên Billboard Hot 100, giúp Spears trở thành nghệ sĩ thứ hai trong lịch sử cho ra mắt nhiều đĩa đơn ở vị trí đầu bảng, chỉ sau Mariah Carey. Đĩa đơn còn là bài hát thứ mười tám ra mắt ở vị trí số một và là bài hát quán quân thứ tư của Spears. "Hold It Against Me" giúp Spears trở thành nữ nghệ sĩ thứ ba sau Madonna và Janet Jackson leo lên ngôi vị quán quân Hot 100 trong ba thập kỷ, và là nghệ sĩ thứ bảy tổng cộng. Vào năm 2012, "Hold It Against Me" được người đọc bình chọn là bài hát leo lên ngôi vương xuất sắc nhất trên Hot 100 trong vòng hai năm qua, trong cuộc thăm dò mang tên "Hot 100 March Madness" của Billboard.
Ở Hot Digital Songs, "Hold It Against Me" ra mắt ở vị trí đầu bảng nhờ vào doanh số 411.000 bản thuần được tiêu thụ, phá kỷ lục trước đó thuộc về "Today Was a Fairytale" (2010) của nữ ca sĩ nhạc đồng quê Taylor Swift ở số lượt tải xuống nhiều nhất trong tuần lễ đầu tiên của nghệ sĩ nữ. Kỷ lục này hiện nay đang thuộc về "Hello" (2015) của Adele với số lượt tải xuống là 1.112.000 bản trong tuần đầu. "Hold It Against Me" là bài hát có doanh số trong tuần cao nhất của Spears nếu xét trên tổng thể và đứng thứ năm trong lịch sử kỹ thuật số. Trong vòng bảy tuần, "Hold It Against Me" cán mốc một triệu lượt tải xuống và trở thành bài hát thứ tám của Spears bán được ít nhất một triệu bản. "Hold It Against Me" ra mắt ở vị trí thứ 16 trên bảng xếp hạng Pop Songs của Billboard nhờ vào 4.071 lượt phát, trở thành bài hát có số lượt phát cao nhất lúc ra mắt trong lịch sử bảng xếp hạng này. Đĩa đơn còn ra mắt trong tuần đầu đồng hạng với "Frozen" (1998) của Madonna, đứng thứ nhì sau "Dreamlover" (1993) của Mariah Carey. Sang tuần kế tiếp, "Hold It Against Me" leo lên vị trí thứ 10, trở thành bài hát thứ bảy trong lịch sử leo lên top 10 trong vòng hai tuần và là ca khúc đầu tiên làm được điều đó sau sáu năm. Ở bảng Radio Songs, "Hold It Against Me" ra mắt ở vị trí thứ 23 nhờ vào 45 triệu lượt khán giả nghe trong tuần đầu, mà theo như Nielsen BDS thì "Against Me" là bài hát có thứ hạng ra mắt cao nhất tính từ "Touch My Body" (2008) của Carey. Tính đến tháng 3 năm 2015, "Hold It Against Me" bán được 1,6 triệu tải xuống kỹ thuật số ở Hoa Kỳ.
Ngoài Hoa Kỳ, "Hold It Against Me" hạ cánh ở vị trí thứ 10 trên bảng xếp hạng ARIA Charts và sang tuần leo lên được thứ hạng cao nhất là vị trí thứ tư, trở thành bài hát thứ 11 lọt vào vị trí top 5 của Spears và là đĩa đơn đạt hạng cao thứ chín của cô. Nó được Hiệp hội Công nghiệp ghi âm Úc (ARIA) chứng nhận đĩa bạch kim nhờ vào tổng doanh số là 70.000 đơn vị. Ngày 17 tháng 1 năm 2011, "Hold It Against Me" ra mắt ở vị trí thứ nhất ở bảng xếp hạng New Zealand RIANZ và trở thành bài hát quán quân thứ tư của cô. Ngày 13 tháng 1 năm 2011, bài hát ra mắt ở vị trí thứ 6 trên bảng xếp hạng Irish Singles Chart và sang tuần lên được vị trí thứ 5. "Hold It Against Me" còn ra mắt ở vị trí đầu bảng tại Canadian Hot 100, trở thành bài hát quán quân thứ tư của Spears tại Canada và bài hát thứ sáu trong lịch sử ra mắt ở vị trí đầu bảng trên bảng xếp hạng này. Nhờ vào 37.000 lượt tải xuống, "Hold It Against Me" cũng ra mắt ở vị trí đầu bảng ở Canada's Digital Songs và trở thành bài hát có số lượt tải xuống cao nhất trong tuần đầu và cao thứ nhì nếu chỉ xét trong một tuần bất kỳ, sau "The Time (Dirty Bit)" (2010) của The Black Eyed Peas. "Hold It Against Me" xuất hiện ở vị trí thứ 11 trên bảng xếp hạng Hot 100 Airplay của Canada và là hạng cao nhất tính từ bài "Haven't Met You Yet" (2009) của Michael Bublé, cũng như gia nhập bảng Top 40/CHR ở vị trí thứ 12, trở thành bài hát ra mắt ở vị trí cao nhất thứ hai trong vòng 5 năm, chỉ sau "4 Minutes" (2008) của Madonna.
Ở Châu Âu, sau khi được phát hành ở Anh Quốc, "Hold It Against Me" ra mắt tại vị trí thứ 6 ở UK Singles Chart và trở thành bài hát thứ 21 của Spears lọt vào bảng xếp hạng này. Tuy nhiên, "Against Me" lại là đĩa đơn chủ đạo của một album có thứ hạng ra mắt thấp nhất của Spears. Ngoài ra, "Hold It Against Me" đứng đầu bảng xếp hạng ở Bỉ (Wallonia), Đan Mạch và Phần Lan; đứng thú hai ở Bỉ (Flanders), Ý và Na Uy; đứng thứ sáu ở Tây Ban Nha, thứ bảy ở Thuỵ Sĩ; và top 20 ở Áo, cộng hoà Séc và Hà Lan.

## Video âm nhạc

### Phát triển
—Brian Friedman phát biểu với MTV về video âm nhạc.
Video âm nhạc của "Hold It Against Me" được quay vào các ngày 22 và 23 tháng 1 năm 2011, do Jonas Åkerlund làm đạo diễn và Brian Friedman phụ trách phần biên đạo. Trong những ngày này, Spears, Friedman, Åkerlund liên tục cập nhật lên Twitter về tiến độ thực hiện dự án ghi hình. Theo như lời phát biểu của người quản lý Larry Rudolph, Spears trở thành người hâm mộ của các tác phẩm do Åkerlund thực hiện sau khi xem video ca nhạc của "Ray of Light" (1998) do Madonna trình bày, nhưng họ chưa từng làm việc cùng nhau trong quá khứ và Spears cảm thấy mang nợ "sự hiện diện của đạo diễn Åkerlund và thời gian của cô". Spears và Åkerlund sớm gặp nhau để tạo chủ đề và lên ý tưởng thực hiện khác nhau cho đến khi "[ý tưởng chủ đề] tự dưng nó loé lên" theo như Rudolph. Buổi thử sức được tổ chức vào ngày 22 tháng 12 năm 2010, và các vũ công sẽ phải tìm hiểu lối nhảy theo "Criminal Intent" (2010) của Robyn. Trong một cuộc phỏng vấn sau 10 năm kể từ ngày phát hành video âm nhạc, Åkerlund tiết lộ rằng video ca nhạc dự định sẽ được thực hiện ghi hình lấy bối cảnh thực tế, nhưng đến cuối cùng thì đành phải chọn quay tại một trong những trường quay lớn bên Paramount. Ông thẳng thắn nói, "Đó có thể là một trong những buổi ghi hình khủng nhất mà tôi từng có." Åkerlund còn nhấn mạnh, video ca nhạc tập trung nhiều kiểu tạo hình, các cảnh khiêu vũ nhào lộn, cảnh đánh nhau và trải qua rất nhiều công đoạn tiền sản xuất.
Ngày 22 tháng 1 năm 2011, Spears tweet về buổi quay video. Cô nói rằng đó là "một trải nghiệm đáng kinh ngạc" và sẽ "là một trong những video hay nhất mà chị từng thực hiện." Ryan Seacrest chia sẻ rằng, "[Spears] đã luyện tập vũ đạo chăm chỉ cho video mới suốt một tháng nay và [MV 'Hold It Against Me'] sẽ được quay chỉ trong hai tuần." Sang ngày 2 tháng 2, các lời cáo buộc đến từ TMZ cho rằng Åkerlund quyết định sử dụng người nhảy đóng thế cho Spears để che đậy chuyện cô vẫn chưa tập luyện thành thục các động tác của mình. Cả người đại diện lẫn đạo diễn của Spears đều phủ nhận tin đồn, và Åkerlund lên tiếng: "[Britney] đã tập luyện rất cừ trong suốt cả quá trình rồi. [...] Tôi đã ở đây đủ lâu để biết khi nào một nghệ sĩ cống hiến hết mình, và đối với tôi điều đó không thể tuyệt vời hơn thế này. Video này sẽ tuyệt vời lắm đấy! Tất cả đều là nhờ công Britney." Quản lý của cô, Larry Rudolph sau đó xác nhận rằng video có sử dụng người đóng thế, nhưng chỉ dành cho những cảnh Spears chiến đấu với chính mình. Cảnh đánh nhau được võ sĩ người Mỹ gốc Á Steven Ho biên đạo. Anh tiết lộ rằng Spears kết hợp các động tác đã học được trong các buổi diễn tập với "hương vị riêng của cô ấy", bằng cách bổ sung thêm một chút động tác Shuffle ở gót chân. Độ dài của những chiếc váy cũng là một vấn đề, dẫn đến các cuộc tranh luận về việc nên thu gọn lại phần đầm để đảm bảo vấn đề an toàn. Ho tận tình giải thích rằng phần đầm dài được thêm vào "như thể thứ đó là những lưỡi dao sắc bén, khiến Britney có lý do muốn né nó đi."
Friedman tiết lộ thêm rằng người vợ của Jonas là bà B. Åkerlund trở thành nhà tạo mẫu cho video. Tài năng của bà B. được biết đến sau những lần hợp tác với Madonna và Lady Gaga, nhưng Friedman nhấn mạnh "Britney sẽ không giống như Gaga." B. về sau còn nhận xét về thời trang của video thêm rằng, "Chúng tôi định đưa phong cách thời trang cao cấp punk-rock vào trong video, cùng với một chút quyến rũ." Ở phân cảnh váy cưới màu trắng, bà B. làm việc với hiệu thời trang Tom Tom để thiết kế váy tự tuỳ biến. Các hạt pha lê Swarovski được dùng để "sáng tạo cánh tay", và phần vòng cổ của Dannijo cùng với đôi găng tay của La Cracia được làm phụ kiện giúp tô điểm cho ngoại hình của Spears. Trong cảnh giằng co, cả Spears lẫn người đóng thế đều mặc kiểu váy tự tinh chỉnh của bà B. hợp tác với Falguni và Shane Peacock, và cũng như hai người đều mặc giày cao gót thể thao của XTC. Ở đoạn vũ đạo, Spears mặc trang phục do bà B. và Skin Graft thiết kế, còn trang sức thì của Tom Binns. Đôi ủng là của chính Spears và hoàn toàn được phủ lên các viên pha lê Swarovski. Ở cảnh micro, Spears mặc áo váy có phần vai màu đỏ "trông như kiểu đầu lâu" được Yasmen Hussein thiết kế cho Swarovski Runway Rocks. Cô còn chăm chút hoàn thiện vẻ ngoài thêm bằng khuyên tai và vòng cổ của Tom Binns và nhẫn đeo của Loree Rodkin. Ở cảnh cuối, Spears mặc bộ váy đen bó sát người bằng chất liệu da của Bordelle đi kèm với nịt tất. Cô tạo điểm nhấn cho vẻ ngoài bằng chiếc vòng cổ của Noir và đôi bốt được trang trí bằng pha lê Swarovski. Sau khi được phát hành, video âm nhạc "Hold It Against Me" mang về cho Spears 500.000 đô la Mỹ kinh phí đặt quảng cáo nhãn hàng cho Sony, Make Up For Ever và PlentyofFish khiến video của đĩa đơn này trở nên tốn kém.

### Nội dung

Cảnh Spears phun sơn màu lên bộ váy trắng đầm dài làm gợi nhớ đến video âm nhạc "Bedtime Story" của Madonna.

Nội dung của video âm nhạc tuy theo nghĩa đen là thể hiện Spears trong vai một ngôi sao nhạc pop lao xuống Trái Đất dưới dạng một thiên thạch để tìm kiếm danh tiếng ở hành tinh ấy, nhưng ẩn ý trong đó là sự thăng trầm trong cuộc đời của Spears: lúc còn trên đỉnh vinh quang từ những năm tháng đầu sự nghiệp, lúc tụt dốc bế tắc do trải qua nhiều vấn đề cá nhân và lúc Spears tái xuất với công chúng. Cảnh đầu tiên của video là một thiên thạch đang hướng về phía Trái Đất và toả sáng một thành phố sau khi đáp đất, ý chỉ ngay từ lúc Spears trở nên nổi tiếng thì cô đã toả sáng mau lẹ trong sự nghiệp vào cuối thập niên 1990 và "Britney Spears" trở thành cái tên mà khắp mọi nơi ai ai cũng bàn tán. Sau cảnh đó là xen kẽ những phân đoạn đen trắng nhiễu hình của Spears đang chuẩn bị vào âm trường, và hiện lên lần lượt các từ khoá "Britney Spears" và "Hold It Against Me" với kiểu chữ nhiều màu được lấy ý tưởng từ Def Leppard. Spears khi ấy đang mặc quần đùi và để lộ phần bụng trần ở âm trường, còn các vũ công nam thì vừa khiêu vũ vừa thao tác mặc trang phục màu trắng xung quanh cô. Xung quanh cảnh quay là những chiếc máy ảnh và ánh đèn, tượng trưng cho việc cô liên tục bị soi mói, bị chĩa máy ảnh ghi hình và bị giới truyền thông săn lùng. Đến cảnh quay điệp khúc, Spears diện một bộ váy cưới màu trắng có phần đầm rất dài phủ xuống dưới sàn, cảnh phòng khi đó có dạng hình trụ toàn là kim loại với nhiều sợi dây cáp. Bối cảnh đó mang phong cách tương lai và chiếc váy bồng bềnh gợi nhớ đến video ca nhạc của Madonna, "Bedtime Story" (1995). Spears đang từ từ được nâng lên theo chiều dọc trong căn phòng hình trụ và các tivi xung quanh đang chiếu lại những video âm nhạc cũ của cô, tượng trưng cho sự nghiệp ngày càng phát triển của cô trong ngành công nghiệp âm nhạc. Đến phần lời thứ hai là lúc quay trở lại cảnh khiêu vũ trước và lẫn theo đó là những cảnh ngắn Spears mặc bộ áo có phần vai giống đầu lâu màu đỏ cùng với những chiếc micro đang chĩa xung quanh cô. Kéo theo đó là các phân cảnh đôi môi đỏ mọng lớn đang hát, giống với phần giới thiệu mở đầu của bộ phim The Rocky Horror Picture Show năm 1975.
Sau phần điệp khúc thứ hai là thời điểm Spears đang mất dần khả năng kiểm soát tinh thần vì áp lực của sự nổi tiếng, gợi nhớ đến sự suy sụp của cô trong quá khứ. Phần chuyển đoạn đến cũng là lúc Spears bắt đầu phun sơn nhiều màu loạn xạ từ các ống nhỏ tiêm tĩnh mạch (IV) ở ngón tay, làm bẩn cả căn phòng, bộ váy trắng và các tivi đang chiếu, tượng trưng cho sự sa ngã của Spears cách đây bốn năm và tên cô bị đem ra bôi bác. Xen vào đó là cảnh hai phiên bản Spears, người mặc áo váy đuôi xanh dương đậm, người mặc áo váy đuôi đỏ, đang đánh nhau cho thấy cô đang chiến đấu với con quỷ bên trong cô. Kế đến, cả ba phiên bản Spears (hai phiên bản đánh nhau và một phiên bản mặc áo váy cưới dính sơn) đều ngã xuống kiệt sức, nghĩa là cuộc đời cô khi ấy đã gần như bên bờ vực sụp đổ. Giữa lúc các cảnh xen kẽ của Spears trong âm trường vẫn hiện diện, các phiên bản khác của cô từ từ đứng dậy trở lại tức có nghĩa Spears sẽ không chịu bỏ cuộc, sẵn sàng vực dậy và tái xuất. Cuối cùng là cảnh Spears mặc một chiếc váy ngắn màu đen bó sát người với các vũ công cũng mặc đồ đen giống Spears đang khiêu vũ đoạn hát điệp khúc cao trào cuối trên sân khấu, cùng với hoa giấy và pháo hoa làm nền xung quanh họ. Cảnh cuối cùng này cho thấy Spears sẽ là một siêu sao như trước đây, đang quay trở lại để đòi lại ánh hào quang của mình. Kết thúc video là một dấu chấm hỏi (?) nhiều màu rất lớn, tượng trưng cho điều gì đó bí ẩn.

### Phát hành và tiếp nhận

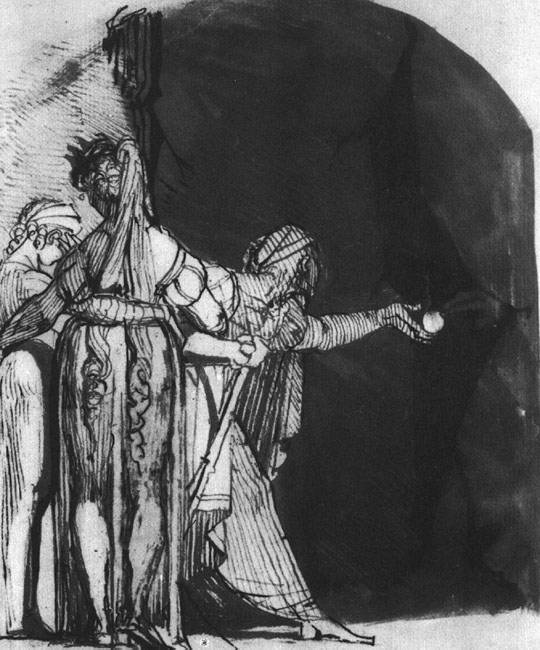
Những vũ công đội mũ trùm đầu trong những cảnh phòng kim loại hình trụ được so sánh với Graeae, ba chị em cùng chia nhau sử dụng một mắt trong Thần thoại Hy Lạp.

Spears thông báo trên trang Twitter cá nhân của cô vào ngày 4 tháng 2 năm 2011 rằng trong vòng mười bốn ngày kế tiếp thì mỗi ngày sẽ một đoạn nhỏ nhá hàng được đăng tải. Đoạn teaser đầu tiên là cảnh Spears mặc áo cưới trắng váy dài quanh những chiếc TV. Ánh sáng và camera đều đang chĩa về phía gương mặt của cô. Các đoạn khác thì cho người xem biết trước cảnh Spears mặc áo màu đỏ, nhảy với các vũ công nam và những màn hình TV đang chiếu các video âm nhạc trong sự nghiệp quá khứ của Spears. James Montgomery bên MTV khen những đoạn xem trước là "rất xuất sắc" và "đã giúp [Spears] có dấu ấn trong lịch sử quảng bá", rồi anh so sánh việc tận dụng mạng xã hội của Spears và đội ngũ của cô với các chiến dịch trước đó của Kanye West, Radiohead và iamamiwhoami. Ngày 6 tháng 2, Spears tweet: "Vừa mới đăng cảnh mới của #HIAM. THẬTTTT là vui biết mấy khi [chị] đem đi chia sẻ đó!" Video âm nhạc được công chiếu ở MTV vào ngày 17 tháng 2 lúc 21:55 EST và kế đến là buổi trò chuyện trực tiếp của khách mời đặc biệt tại MTV.com vào lúc 23:00 EST.
Montgomery còn bảo rằng dẫu cho video âm nhạc của "Hold It Against Me" vượt qua những tác phẩm mang tính biểu tượng nhất của Spears về mặt cảnh quay hoành tráng nhưng nó vẫn tỏ ra khiêm tốn về mặt chủ đề. Anh tóm gọn lại bằng việc đánh giá video âm nhạc của "Against Me" là một trong những video xuất sắc mọi thời đại của Spears, rồi anh bổ sung thêm "trong [video] còn có nghệ thuật chân thực, làm cho nó không những vừa đẹp mắt mà lại còn quyền lực để thưởng thức." Montgomery nhận thấy video của "Hold It Against Me" được lấy cảm hứng từ Graeae, iamamiwhoami, bộ phim ngắn Runaway của Kanye West, video âm nhạc "Indestructible" của Robyn, "Bedtime Story" và "Die Another Day" của Madonna, thương hiệu The Matrix, Mortal Kombat, The Rocky Horror Picture Show và bức hoạ Cam de Leon Ocular Orifice được sử dụng trong một vài bìa album Ænima của Tool.
Matthew Perpetua thuộc tờ Rolling Stone gọi video của "Against Me" là "một cuộc tấn công thị giác toàn diện" và bổ sung thêm rằng "nó là một sự kết hợp của bất cứ thứ gì mà chúng ta đã mong chờ từ Britney" chẳng hạn như trang phục khiêu gợi và vũ đạo phức tạp. Aaron Parsley phía tạp chí People tin rằng cảnh đánh nhau sẽ điểm tô sáng của video nhưng lại chỉ trích việc đặt quảng cáo sản phẩm vào trong đó. Bill Lamb của About.com bảo rằng video về mặt hình ảnh thì rất xuất sắc, bất chấp anh cảm thấy thật "khó hiểu" rằng liệu video của "Hold It Against Me" có "gây chấn động giống như" những clip bên "Baby One More Time" và "Toxic" hay không. Willa Paskin viết cho Vulture coi video ca nhạc của bài hát là "một video khiêu vũ đầy năng lượng và chuyên nghiệp" nhưng cũng nhấn mạnh "[nhờ có tạo hình đẹp mà] có thể che giấu sự thật căn bản là cô ấy không còn trong tư thế khiêu vũ nữa mà thực sự tư thế biểu diễn của cô ấy vẫn như trước đây."
Leah Greenblatt của Entertainment Weekly ngợi khen tài đạo diễn của Åkerlund nhưng chỉ trích Spears vì thiếu sự tham gia và bảo rằng, "Thật khó để mà không thắc mắc: Liệu Britney có vui vẻ gì hay không?" Ed Masley bên The Arizona Republic cho biết video phù hợp với sự cường điệu của các đoạn giới thiệu và nói thêm rằng đây chắc chắn là một trong những video "nghệ sĩ hơn" của Spears cho đến nay. Drew Grant viết cho Salon.com nói rằng không cần bận tâm đến vấn đề có quảng bá sản phẩm hay không, video "vẫn có hình ảnh ấn tượng, đáp ứng được Ma trận kết hợp với cảm xúc bước ra từ phim The Cell có thể sẽ khiến cho Lady Gaga ước gì cô ấy đã nghĩ đến những giọt sơn phun từ IV trước tiên." Alex Catarinella biên tập bên The Huffington Post coi đây là tác phẩm vĩ đại và trưởng thành nhất của Spears, đồng thời cho biết video cuối cùng có ý tưởng đơn giản và nhận xét thêm, "Ngôi sao nhạc pop hoàn hảo một thời đã trở lại và mang đến cho người hâm mộ một diện mạo vừa mới vừa cũ kỹ và đúng vậy, mạnh mẽ hơn Britney ngày hôm qua."
Giới truyền thông từng chỉ trích về việc đặt quảng cáo sản phẩm vào trong video "Hold It Against Me". Megan Gibson của Time nói rằng video này "xúc phạm đến mức giới hạn" và bình luận, "Chúng ta cũng hiểu rằng thời điểm kinh tế đang khó khăn, nhưng họ không thể tinh tế hơn một chút sao?" Liz Kelly từ The Washington Post chỉ trích đoạn video ca nhạc là "quảng cáo trá hình" và nói rằng, "Tôi muốn viết thêm lắm, nhưng cảm thấy muốn Make Up For Ever một chút và lao đi mua một chiếc TV màn hình phẳng của Sony quá đi thôi." Video dành cho "Hold It Against Me" nhận được chứng nhận ở nền tảng số Vevo trên trang YouTube.

## Biểu diễn trực tiếp và sử dụng

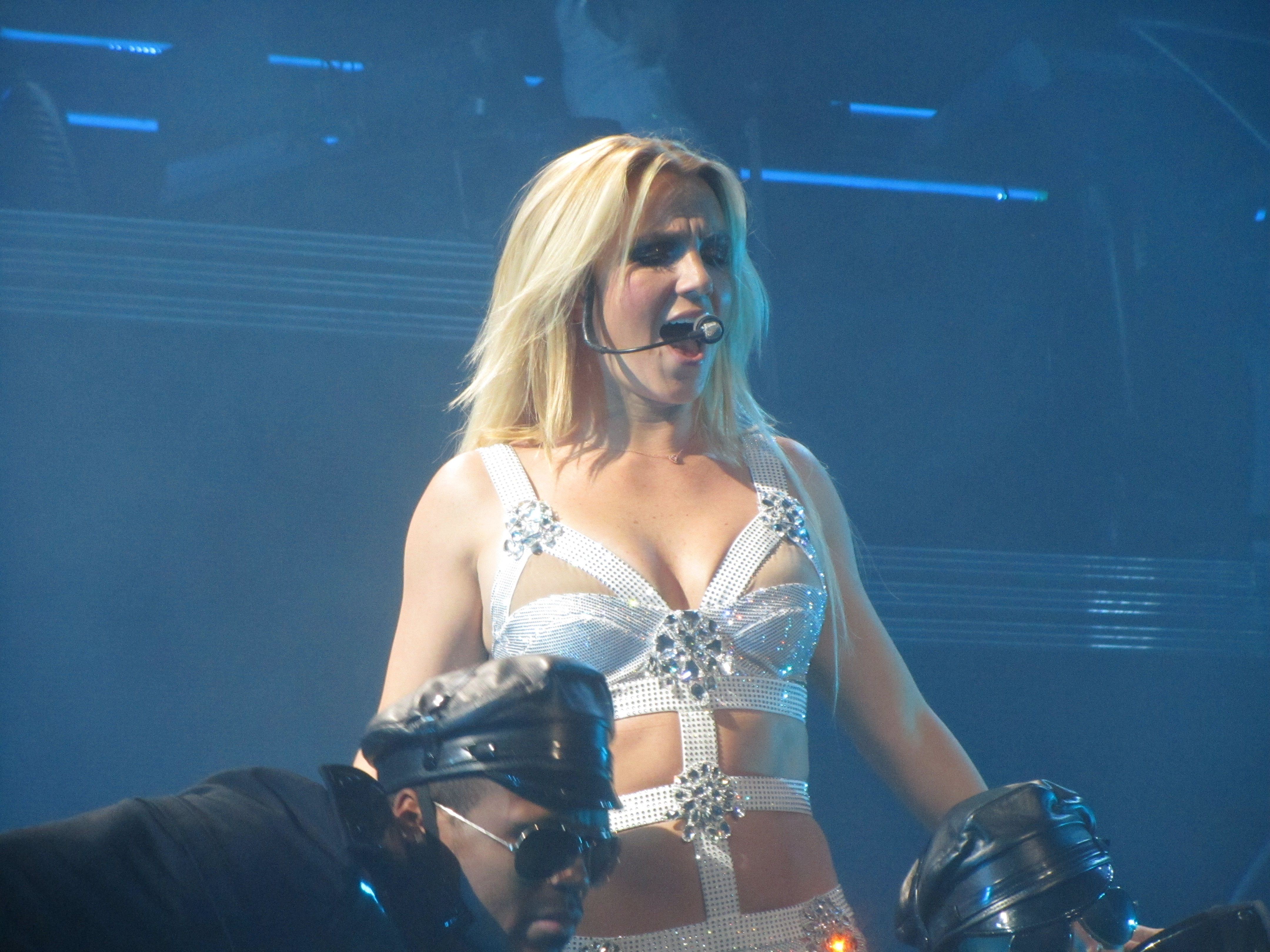
Spears biểu diễn "Hold It Against Me" trong chuyến lưu diễn Femme Fatale Tour

Spears lần đầu biểu diễn "Hold It Against Me" tại hộp đêm Rain Nightclub ở khách sạn kiêm sòng bạc Palms Casino Resort vào ngày 25 tháng 3 năm 2011. Sau khi chiếu một loạt video âm nhạc của mình, Spears xuất hiện trên sân khấu mặc bộ cánh bodysuit đính sequin và được các vũ công nam vây quanh. Theo Jocelyn Vena bên MTV, buổi biểu diễn đó còn "có trò tung tóc gợi cảm và máy tạo gió." Tiếp đó, Spears biểu diễn "Big Fat Bass" và "Till the World Ends". Ngày 27 tháng 3, cô ghi hình biểu diễn các bài hát tại Bill Graham Civic Auditorium và công chiếu ở Good Morning America vào ngày 29 tháng 3. Cùng ngày, Spears biểu diễn "Hold It Against Me", "Big Fat Bass" và "Till the World Ends" cho chương trình Jimmy Kimmel Live!.
"Hold It Against Me" được chính thức đưa vào sử dụng làm bài hát tiết mục mở đầu cho chuyến lưu diễn Femme Fatale Tour năm 2011. Sau khi biển hiệu neon đề chữ "Femme Fatale" được nâng lên từ sân khấu, chương trình bắt đầu bằng đoạn phim chứa cảnh Spears bị cảnh sát bắt giữ sau một cuộc truy đuổi. Cô nói "tôi chẳng có ngây thơ vô tội đến mức đó đâu" cùng với một câu lời bài hát "Oops!... I Did It Again", màn hình chiếu phim bắt đầu tách về hai phía và Spears hiện diện trước mắt khán giả. Khi đó, cô đang đứng trên khán đài được làm bằng thanh kim loại, mặc bộ đồ màu bạc và biểu diễn "Hold It Against Me" cùng với sự hỗ trợ từ các vũ công mặc trang phục màu trắng và màu bạc. Andrew Matson viết trên tờ The Seattle Times rằng bài hát trình diễn mở màn này đã "thiết lập nên nhịp độ [của đêm diễn]: nóng bỏng và đầy sức nặng."
Nam ca sĩ thu âm người Mỹ Miguel hát lại "Hold It Against Me" ở Billboard. Ca sĩ kiêm nhạc sĩ người Anh Taio Cruz cũng cover bài hát, sử dụng yếu tố R&B ở phiên bản của anh. Marines từ phi đội trực thăng Rein 266 và HMLA 169 đăng tải một video lên YouTube cảnh họ đang nhép môi theo bài hát tại căn cứ ở Afghanistan. Spears đăng tải video lên trang Twitter của cô và nói, "Tôi YÊU [video] này quá đi thôi... tôi luôn biết những người lính của chúng ta mạnh mẽ thế nào mà! Cảm ơn mọi người vì đã làm tất cả mọi thứ." Ban nhạc pop Selena Gomez & the Scene biểu diễn tri ân Spears trong chuyến lưu diễn We Own the Night Tour năm 2011 của họ gồm "Hold It Against Me" cùng với các bài hát liên khúc "...Baby One More Time", "(You Drive Me) Crazy", "Oops!... I Did It Again", "I'm a Slave 4 U" và "Toxic", tương tự như Chris Cox Megamix trong album Greatest Hits: My Prerogative (2004). Trong một tập phim Glee mang tựa đề "Britney 2.0" vào năm 2012, nhân vật Brittany Pierce của Heather Morris cover lại ca khúc.

## Danh sách bài hát và định dạng
| - Tải kỹ thuật số 1. "Hold It Against Me" — 3:49 - EP nhạc số 1. "Hold It Against Me" — 3:49 2. "Hold It Against Me" (Jumpsmokers) [Club Remix] — 6:02 3. "Hold It Against Me" (Funk Generation) [Radio Remix] — 3:48 4. "Hold It Against Me" (Video) — 4:28 - Đĩa CD 1. "Hold It Against Me" — 3:49 2. "Hold It Against Me" (bản không lời) — 3:49 | - Tải kỹ thuật số (The Remixes) 1. "Hold It Against Me" (Adrian Lux & Nause) [Radio] — 3:05 2. "Hold It Against Me" (Jumpsmokers) [Club] — 6:02 3. "Hold It Against Me" (Ocelot) [Club] — 6:14 4. "Hold It Against Me" (Smoke 'N Mirrors) [Club] — 7:41 5. "Hold It Against Me" (Funk Generation) [Radio] — 3:48 6. "Hold It Against Me" (Tracy Young Ferosh Anthem Mix) [Full Club] — 8:38 7. "Hold It Against Me" (Abe Clements) [Radio] — 4:02 |

## Đội ngũ sản xuất
Phần ghi công đội ngũ được lấy từ phần ghi chú ở CD album của Femme Fatale.
| - Britney Spears – giọng ca chính - Dr. Luke – sản xuất, viết lời, nhạc cụ và lập trình âm thanh - Max Martin – sản xuất, viết lời, nhạc cụ và lập trình âm thanh - Bonnie McKee – viết lời, giọng đệm và giọng khách mời - Billboard – đồng sản xuất, viết lời, nhạc cụ và lập trình âm thanh - Myah Marie – giọng đệm | - Emily Wright – kỹ thuật - Sam Holland – kỹ thuật - Tim Roberts – kỹ thuật - Vezna Gottwald – kỹ thuật - John Hanes – kỹ thuật - Serban Ghenea – phối khí |

## Bảng xếp hạng
| Bảng xếp hạng (2011)                      | Vị trí cao nhất |
| ----------------------------------------- | --------------- |
| Úc (ARIA)                                 | 4               |
| Áo (Ö3 Austria Top 40)                    | 16              |
| Bỉ (Ultratop 50 Flanders)                 | 2               |
| Bỉ (Ultratop 50 Wallonia)                 | 1               |
| Brazil (Brasil Hot 100 Airplay)           | 35              |
| Brazil (Brasil Hot Pop Songs)             | 12              |
| Canada (Canadian Hot 100)                 | 1               |
| Canada CHR/Top 40 (Billboard)             | 2               |
| Canada Hot AC (Billboard)                 | 7               |
| CIS (Tophit)                              | 21              |
| Croatia (HRT)                             | 6               |
| Cộng hòa Séc (Rádio Top 100)              | 17              |
| Đan Mạch (Tracklisten)                    | 1               |
| Euro Digital Song Sales (Billboard)       | 4               |
| Phần Lan (Suomen virallinen lista)        | 1               |
| Pháp (SNEP)                               | 31              |
| Đức (GfK)                                 | 23              |
| Global Dance Tracks (Billboard)           | 6               |
| Hungary (Rádiós Top 40)                   | 33              |
| Ireland (IRMA)                            | 5               |
| Ý (FIMI)                                  | 2               |
| Luxembourg Digital Song Sales (Billboard) | 8               |
| Hà Lan (Single Top 100)                   | 20              |
| Hà Lan (Dutch Top 40)                     | 25              |
| New Zealand (Recorded Music NZ)           | 1               |
| Na Uy (VG-lista)                          | 2               |
| Ba Lan (Polish Airplay New)               | 4               |
| Bồ Đào Nha Digital Song Sales (Billboard) | 7               |
| Nga Airplay (Tophit)                      | 21              |
| Scotland (OCC)                            | 4               |
| Slovakia (Rádio Top 100)                  | 3               |
| Hàn Quốc (Circle)                         | 44              |
| Hàn Quốc Foreign (Circle)                 | 1               |
| Tây Ban Nha (PROMUSICAE)                  | 6               |
| Thụy Sĩ (Schweizer Hitparade)             | 7               |
| Thụy Điển (Sverigetopplistan)             | 9               |
| Ukraina Airplay (Tophit)                  | 57              |
| Anh Quốc (OCC)                            | 6               |
| Hoa Kỳ Billboard Hot 100                  | 1               |
| Hoa Kỳ Adult Pop Airplay (Billboard)      | 23              |
| Hoa Kỳ Dance Club Songs (Billboard)       | 1               |
| Hoa Kỳ Dance/Mix Show Airplay (Billboard) | 1               |
| Hoa Kỳ Pop Airplay (Billboard)            | 3               |
| Hoa Kỳ Rhythmic (Billboard)               | 14              |

| Bảng xếp hạng (2011)                      | Vị trí |
| ----------------------------------------- | ------ |
| Úc (ARIA)                                 | 97     |
| Bỉ (Ultratop 50 Flanders)                 | 93     |
| Bỉ (Ultratop 50 Wallonia)                 | 81     |
| Canada (Canadian Hot 100)                 | 50     |
| CIS (TopHit)                              | 141    |
| Croatia (HRT)                             | 88     |
| Nhật Bản (Japan Hot 100)                  | 75     |
| Lebanon (NRJ)                             | 61     |
| Nga Airplay (Tophit)                      | 180    |
| Hàn Quốc International (Gaon)             | 12     |
| Thuỵ Điển (Sverigetopplistan)             | 96     |
| Anh Quốc (OCC)                            | 136    |
| Hoa Kỳ Billboard Hot 100                  | 60     |
| Hoa Kỳ Dance Club Songs (Billboard)       | 34     |
| Hoa Kỳ Dance/Mix Show Airplay (Billboard) | 30     |
| Hoa Kỳ Mainstream Top 40 (Billboard)      | 40     |

## Chứng nhận
| Quốc gia | Chứng nhận  | Số đơn vị/doanh số chứng nhận |
| --- | ----------- | ----------------------------- |
| Úc (ARIA) | Bạch kim    | 70.000^                       |
| México (AMPROFON) | Vàng        | 30.000*                       |
| New Zealand (RMNZ) | Vàng        | 7.500*                        |
| Hàn Quốc (Gaon) | —           | 672.356                       |
| Thụy Điển (GLF) | 2× Bạch kim | 40.000‡                       |
| Anh Quốc (BPI) | Bạc         | 200.000‡                      |
| Hoa Kỳ (RIAA) | 2× Bạch kim | 2.000.000‡                    |
| * Chứng nhận dựa theo doanh số tiêu thụ. ^ Chứng nhận dựa theo doanh số nhập hàng. ‡ Chứng nhận dựa theo doanh số tiêu thụ và phát trực tuyến. |             |                               |

## Lịch sử phát hành
| Quốc gia  | Ngày             | Định dạng              | Hãng thu âm | Chú thích |
| --------- | ---------------- | ---------------------- | ----------- | --------- |
| Nhiều     | 10 tháng 1, 2011 | Phát trực tuyến        | Jive        | [ 182 ]   |
| Nhiều     | 11 tháng 1, 2011 | Tải kỹ thuật số        | Sony Music  | [ c ]     |
| Hoa Kỳ    | 11 tháng 1, 2011 | Tải kỹ thuật số        | Jive        | [ 24 ]    |
| Brazil    | 12 tháng 1, 2011 | Tải kỹ thuật số        | Sony Music  | [ 199 ]   |
| Ba Lan    | 12 tháng 1, 2011 | Tải kỹ thuật số        | Sony Music  | [ 200 ]   |
| Anh Quốc  | 17 tháng 1, 2011 | Tải kỹ thuật số        | RCA         | [ 19 ]    |
| Hoa Kỳ    | 18 tháng 1, 2011 | Contemporary hit radio | Jive        | [ 201 ]   |
| Đức       | 11 tháng 2, 2011 | Tải kỹ thuật số        | Sony Music  | [ 202 ]   |
| Đức       | 18 tháng 2, 2011 | Đĩa CD                 | Sony Music  | [ 203 ]   |
| Hồng Kông | 25 tháng 3, 2011 | Đĩa CD                 | Sony Music  | [ 204 ]   |